# Lez-Fontaine
Lez-Fontaine település Franciaországban, Nord megyében. Lakosainak száma 232 fő (2022. január 1.). Lez-Fontaine Solrinnes, Sars-Poteries, Solre-le-Château, Dimechaux és Dimont községekkel határos.

## Népesség
A település népességének változása:
| Lakosok száma | 233  | 234  | 236  | 229  | 226  | 225  | 223  | 227  | 232  |
|               | 2013 | 2015 | 2016 | 2017 | 2018 | 2019 | 2020 | 2021 | 2022 |